# Muids
Muids é uma comuna francesa na região administrativa da Normandia, no departamento de Eure. Estende-se por uma área de 15,29 km². Em 2010 a comuna tinha 899 habitantes (densidade: 58,8 hab./km²).

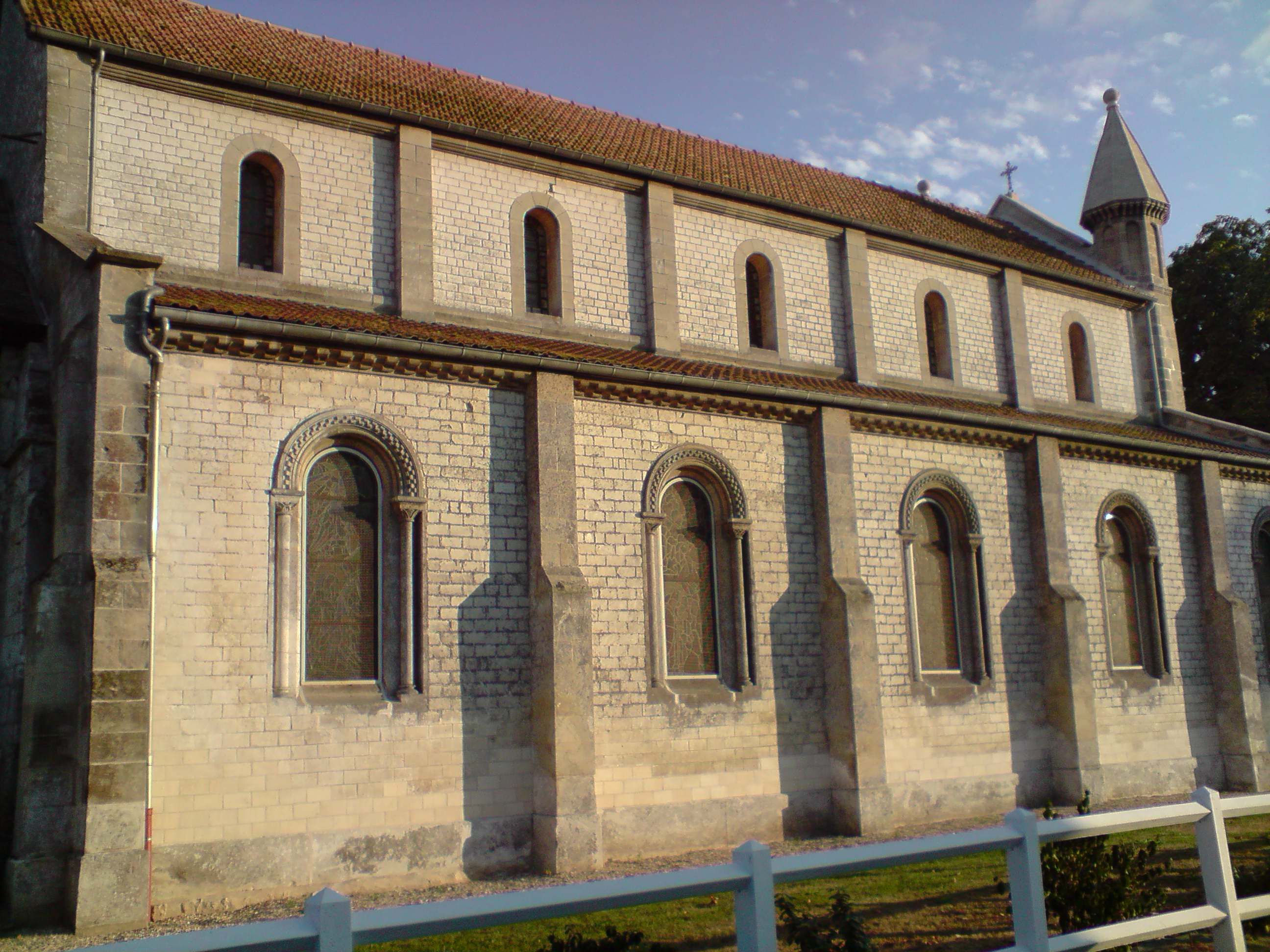
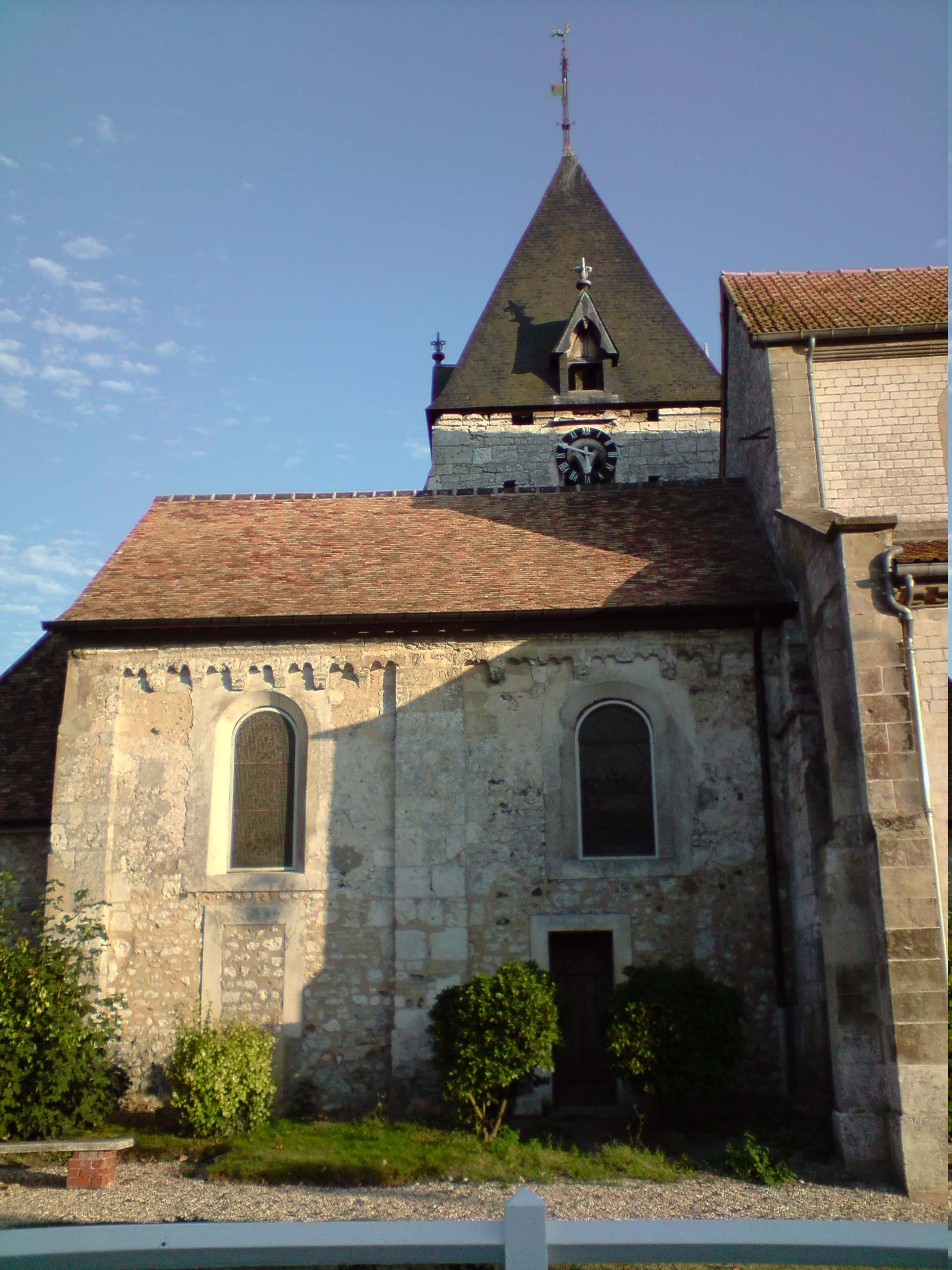
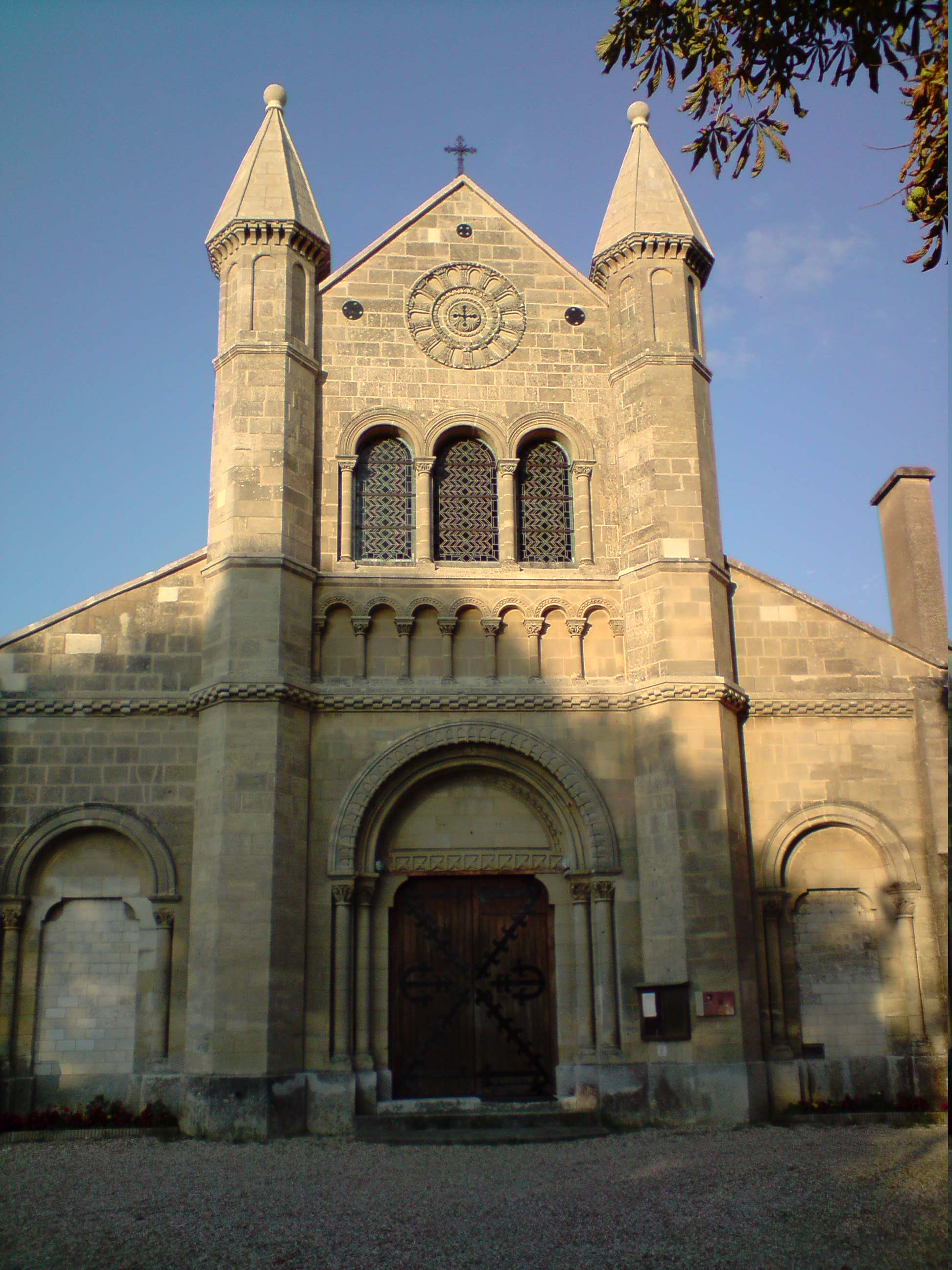